# Европско првенство у фудбалу до 19 година
Европско првенство у фудбалу до 19 година (енгл. UEFA European Under-19 Championship) годишње је фудбалско такмичење које организује УЕФА. Право учешћа имају играчи који у години одржавања финалног турнира немају више од 19 година. 
У актуелном формату такмичење се састоји из две квалификационе рунде и финалног турнира. У другој (тзв. елитној) квалификационој рунди надмеће се укупно 28 репрезентација које су прошле прву, мада је зависно од правила такмичења за конкретну годину могуће и да евентуална упражњена места попуне екипе које добију специјалну позивницу УЕФА. Победници сваке од 7 група елитне рунде пласирају се на финални турнир, на коме им се прикључује и репрезентација земље домаћина. На финалном турниру осам тимова дели се у две групе. По две најбоље пласиране екипе у групама обезбеђују пролаз у полуфинале, у коме се упарују по систему А1—Б2, Б1—А2.
Такође, шест репрезентација које су оствариле најбоље резултате у групној фази финалног турнира (по прве 3 из обе групе) добија прилику да учествује на Светском првенству до 20 година које се одржава наредне године.

## Историјат
Такмичење је основала ФИФА 1948. године под називом Јуниорски турнир, а од 1955. обавезе око организовања преузела је УЕФА. Године 1980. такмичење је променило назив у УЕФА Европско првенство до 18 година и под њим се одржавало закључно са 2001. годином. Након тога долази до извесних измена када је старосна граница учесника у питању, те је од 2002. дошло до преименовања у УЕФА Европско првенство до 19 година. Првенство се од оснивања одржавало сваке године, изузев периода од 1984. до 1992, током кога је између два издања била двогодишња пауза. 
Старосни услов за учешће на првенству првобитно је био да играч током календарске године у којој су започете квалификације не сме имати више од 18 година. Од преименовања такмичења званична пропозиција гласи да играч не сме имати више од 19 година у години одржавања финалног турнира. Ипак, суштински се старосна граница заправо никада није ни мењала, јер су квалификације увек почињале у години пре оне у којој се одржавао финални турнир.

## Досадашња првенства
| Година                               | Држава домаћин  | Победник                                        | Резултат финала                                   | Финалиста                                       |
| ФИФА Јуниорски турнир                |                 |                                                 |                                                   |                                                 |
| 1948.                                | Енглеска        | Енглеска                                        | 3 : 2                                             | Холандија                                       |
| 1949.                                | Холандија       | Француска                                       | 4 : 1                                             | Холандија                                       |
| 1950.                                | Аустрија        | Аустрија                                        | 3 : 2                                             | Француска                                       |
| 1951.                                | Француска       | СФРЈ                                            | 3 : 2                                             | Аустрија                                        |
| 1952.                                | Шпанија         | Шпанија                                         | 0 : 0                                             | Белгија                                         |
| 1953.                                | Белгија         | Мађарска                                        | 2 : 0                                             | СФРЈ                                            |
| 1954.                                | Западна Немачка | Шпанија                                         | 2 : 2                                             | Западна Немачка                                 |
| УЕФА Јуниорски турнир                |                 |                                                 |                                                   |                                                 |
| 1955.                                | Италија         | Бугарска Италија Мађарска Румунија Чехословачка | није било финала, проглашени само победници група | -                                               |
| 1956.                                | Мађарска        | Италија Мађарска Румунија Чехословачка          | није било финала, проглашени само победници група | -                                               |
| 1957.                                | Шпанија         | Аустрија                                        | 3 : 2                                             | Шпанија                                         |
| 1958.                                | Луксембург      | Италија                                         | 1 : 0                                             | Енглеска                                        |
| 1959.                                | Бугарска        | Бугарска                                        | 1 : 0                                             | Италија                                         |
| 1960.                                | Аустрија        | Мађарска                                        | 2 : 1                                             | Румунија                                        |
| 1961.                                | Португалија     | Португалија                                     | 4 : 0                                             | Пољска                                          |
| 1962.                                | Румунија        | Румунија                                        | 4 : 1                                             | СФРЈ                                            |
| 1963.                                | Енглеска        | Енглеска                                        | 4 : 0                                             | Северна Ирска                                   |
| 1964.                                | Холандија       | Енглеска                                        | 4 : 0                                             | Шпанија                                         |
| 1965.                                | Западна Немачка | Источна Немачка                                 | 3 : 2                                             | Енглеска                                        |
| 1966.                                | СФРЈ            | Италија СССР                                    | 0 : 0 (титула подељена)                           | -                                               |
| 1967.                                | Турска          | СССР                                            | 1 : 0                                             | Енглеска                                        |
| 1968.                                | Француска       | Чехословачка                                    | 2 : 1                                             | Француска                                       |
| 1969.                                | Источна Немачка | Бугарска                                        | 1 : 1 (бацање новчића)                            | Источна Немачка                                 |
| 1970.                                | Шкотска         | Источна Немачка                                 | 1 : 1 (бацање новчића)                            | Холандија                                       |
| 1971.                                | Чехословачка    | Енглеска                                        | 3 : 0                                             | Португалија                                     |
| 1972.                                | Шпанија         | Енглеска                                        | 2 : 0                                             | Западна Немачка                                 |
| 1973.                                | Италија         | Енглеска                                        | 3 : 2 (прод.)                                     | Источна Немачка                                 |
| 1974.                                | Шведска         | Бугарска                                        | 1 : 0                                             | СФРЈ                                            |
| 1975.                                | Швајцарска      | Енглеска                                        | 1 : 0 (златни гол)                                | Финска                                          |
| 1976.                                | Мађарска        | СССР                                            | 1 : 0                                             | Мађарска                                        |
| 1977.                                | Белгија         | Белгија                                         | 2:1                                               | Бугарска                                        |
| 1978.                                | Пољска          | СССР                                            | 3 : 0                                             | СФРЈ                                            |
| 1979.                                | Аустрија        | СФРЈ                                            | 1 : 0                                             | Бугарска                                        |
| 1980.                                | Источна Немачка | Енглеска                                        | 2 : 1                                             | Пољска                                          |
| УЕФА Европско првенство до 18 година |                 |                                                 |                                                   |                                                 |
| 1981.                                | Западна Немачка | Западна Немачка                                 | 1 : 0                                             | Пољска                                          |
| 1982.                                | Финска          | Шкотска                                         | 3 : 1                                             | Чехословачка                                    |
| 1983.                                | Енглеска        | Француска                                       | 1 : 0                                             | Чехословачка                                    |
| 1984.                                | СССР            | Мађарска                                        | 0 : 0 (3 : 2 пен.)                                | СССР                                            |
| 1986.                                | СФРЈ            | Источна Немачка                                 | 3 : 1                                             | Италија                                         |
| 1988.                                | Чехословачка    | СССР                                            | 3 : 1 (прод.)                                     | Португалија                                     |
| 1990.                                | Мађарска        | СССР                                            | 0 : 0 (4 : 2 пен.)                                | Португалија                                     |
| 1992.                                | Немачка         | Турска                                          | 2 : 1 (златни гол)                                | Португалија                                     |
| 1993.                                | Енглеска        | Енглеска                                        | 1 : 0                                             | Турска                                          |
| 1994.                                | Шпанија         | Португалија                                     | 1 : 1 (4 : 1 пен.)                                | Немачка                                         |
| 1995.                                | Грчка           | Шпанија                                         | 4 : 1                                             | Италија                                         |
| 1996.                                | Француска       | Француска                                       | 1 : 0                                             | Шпанија                                         |
| 1997.                                | Исланд          | Француска                                       | 1 : 0 (златни гол)                                | Португалија                                     |
| 1998.                                | Кипар           | Ирска                                           | 1 : 1 (4 : 3 пен.)                                | Немачка                                         |
| 1999.                                | Шведска         | Португалија                                     | 1 : 0                                             | Италија                                         |
| 2000.                                | Немачка         | Француска                                       | 1 : 0                                             | Украјина                                        |
| 2001.                                | Финска          | Пољска                                          | 3 : 1                                             | Чешка                                           |
| УЕФА Европско првенство до 19 година |                 |                                                 |                                                   |                                                 |
| 2002.                                | Норвешка        | Шпанија                                         | 1 : 0                                             | Немачка                                         |
| 2003.                                | Лихтенштајн     | Италија                                         | 2 : 0                                             | Португалија                                     |
| 2004.                                | Швајцарска      | Шпанија                                         | 1 : 0                                             | Турска                                          |
| 2005.                                | Северна Ирска   | Француска                                       | 3 : 1                                             | Енглеска                                        |
| 2006.                                | Пољска          | Шпанија                                         | 2 : 1                                             | Шкотска                                         |
| 2007.                                | Аустрија        | Шпанија                                         | 1 : 0                                             | Грчка                                           |
| 2008.                                | Чешка           | Немачка                                         | 3 : 1                                             | Италија                                         |
| 2009.                                | Украјина        | Украјина                                        | 2 : 0                                             | Енглеска                                        |
| 2010.                                | Француска       | Француска                                       | 2 : 1                                             | Шпанија                                         |
| 2011.                                | Румунија        | Шпанија                                         | 3 : 2 (прод.)                                     | Чешка                                           |
| 2012.                                | Естонија        | Шпанија                                         | 1 : 0                                             | Грчка                                           |
| 2013.                                | Литванија       | Србија                                          | 1 : 0                                             | Француска                                       |
| 2014.                                | Мађарска        | Немачка                                         | 1 : 0                                             | Португалија                                     |
| 2015.                                | Грчка           | Шпанија                                         | 2 : 0                                             | Русија                                          |
| 2016.                                | Немачка         | Француска                                       | 4 : 0                                             | Италија                                         |
| 2017.                                | Грузија         | Енглеска                                        | 2 : 1                                             | Португалија                                     |
| 2018.                                | Финска          | Португалија                                     | 4 : 3 (прод.)                                     | Италија                                         |
| 2019.                                | Јерменија       | Шпанија                                         | 2 : 0                                             | Португалија                                     |
| 2020.                                | Северна Ирска   | Такмичење је отказано због пандемије ковида 19. | Такмичење је отказано због пандемије ковида 19.   | Такмичење је отказано због пандемије ковида 19. |
| 2021.                                | Румунија        | Такмичење је отказано због пандемије ковида 19. | Такмичење је отказано због пандемије ковида 19.   | Такмичење је отказано због пандемије ковида 19. |
| 2022.                                | Словачка        | Енглеска                                        | 3 : 1 (прод.)                                     | Израел                                          |

## Успешност репрезентација
- Ажурирано након првенства одржаног 2019. године.

| Поз.          | Репрезентација       | Победник                                                              | Финалиста                                                |
| ------------- | -------------------- | --------------------------------------------------------------------- | -------------------------------------------------------- |
| 1.            | Енглеска             | 11 (1948, 1963, 1964, 1971, 1972, 1973, 1975, 1980, 1993, 2017, 2022) | 5 (1958, 1965, 1967, 2005, 2009)                         |
| 2.            | Шпанија              | 11 (1952, 1954, 1995, 2002, 2004, 2006, 2007, 2011, 2012, 2015, 2019) | 4 (1957, 1964, 1996, 2010)                               |
| 3.            | Француска            | 8 (1949, 1983, 1996, 1997, 2000, 2005, 2010, 2016)                    | 3 (1950, 1968, 2013)                                     |
| 4.            | Русија / СССР        | 6 (1966, 1967, 1976, 1978, 1988, 1990)                                | 2 (1984, 2015)                                           |
| 5.            | Португалија          | 4 (1961, 1994, 1999, 2018)                                            | 9 (1971, 1988, 1990, 1992, 1997, 2003, 2014, 2017, 2019) |
| 6.            | Италија              | 3 (1958, 1966, 2003)                                                  | 7 (1959, 1986, 1995, 1999, 2008, 2016, 2018)             |
| 7.            | Немачка              | 3 (1981, 2008, 2014)                                                  | 5 (1954, 1972, 1994, 1998, 2002)                         |
| 8.            | Србија / СФРЈ        | 3 (1951, 1979, 2013)                                                  | 4 (1953, 1962, 1974, 1978)                               |
| 9.            | Бугарска             | 3 (1959, 1969, 1974)                                                  | 2 (1977, 1979)                                           |
| 9.            | Источна Немачка      | 3 (1965, 1970, 1986)                                                  | 2 (1969, 1973)                                           |
| 11.           | Мађарска             | 3 (1953, 1960, 1984)                                                  | 1 (1976)                                                 |
| 12.           | Аустрија             | 2 (1950, 1957)                                                        | 1 (1951)                                                 |
| 13.           | Чешка / Чехословачка | 1 (1968)                                                              | 4 (1982, 1983, 2001, 2011)                               |
| 14.           | Пољска               | 1 (2001)                                                              | 3 (1961, 1980, 1981)                                     |
| 15.           | Турска               | 1 (1992)                                                              | 2 (1993, 2004)                                           |
| 16.           |                      |                                                                       |                                                          |
| Румунија      | 1 (1962)             | 1 (1960)                                                              |                                                          |
| Белгија       | 1 (1977)             | 1 (1952)                                                              |                                                          |
| Шкотска       | 1 (1982)             | 1 (2006)                                                              |                                                          |
| Украјина      | 1 (2009)             | 1 (2000)                                                              |                                                          |
| 20.           | Ирска                | 1 (1998)                                                              | —                                                        |
| 21.           | Холандија            | —                                                                     | 3 (1948, 1949, 1970)                                     |
| 22.           | Грчка                | —                                                                     | 2 (2007, 2012)                                           |
| 23.           |                      |                                                                       |                                                          |
| Северна Ирска | —                    | 1 (1963)                                                              |                                                          |
| Финска        | —                    | 1 (1975)                                                              |                                                          |
| Израел        | —                    | 1 (2022)                                                              |                                                          |

- Курзивом су означене године у којима је победник првенства била земља домаћин.